# Acrocephalidae
Acrocephalidae é uma família de aves da ordem Passeriformes.

## Gêneros
- Nesillas Oberholser, 1899 (6 espécies)
- Acrocephalus Naumann & Naumann, 1811 (37 espécies)
- Iduna Keyserling & Blasius, 1840 (7 espécies)
- Calamonastides Grant & Mackworth-Praed, 1940 (1 espécie)
- Hippolais von Baldenstein, 1827 (4 espécies)

- Commons
- Wikispecies